# A Trick of Memory
A Trick of Memory is het eerste studioalbum van Martin Barre, de gitarist van de Britse progressieve rockband Jethro Tull, en is uitgebracht in 1994.
Acht nummers zijn instrumentaal. Er werken ook een aantal (ex-) Jethro Tull bandleden mee aan dit album. Basgitarist Jonathan Noyce werkt hier voor het eerst samen met Barre, en wordt aanbevolen bij Ian Anderson voor zijn solotour ter promotie van Divinities: Twelve Dances With God. Wanneer David Pegg een jaar later vertrekt bij Jethro Tull wordt Noyce zijn opvolger tot 2006.

## Nummers
1. Bug
2. Way Before Your Time
3. Bug Bee
4. Empty Café
5. Suspicion
6. I Be Thank You
7. A Blues For All Reasons
8. A Trick Of Memory
9. Steal
10. Another View
11. Cold Heart
12. Bug C
13. Morris Minus
14. In The Shade Of Shaddow

## Muzikanten

### (ex-) Jethro Tull
- Martin Barre (gitaar, dwarsfluit)
- Andrew Giddings(keyboards, orgel)
- Matt Pegg (basgitaar)
- Martin Allcock (contrabas)

### Gastmuzikanten
- Rob Darnell (percussie)
- Marc Parnell (drums)
- Mel Collins (saxofoon, altsaxofoon)
- Marc Johstone (keyboard)
- Tom Glendinning (drums op tracks 2 and 9)
- Katie Kissoon (zang)
- Linda Taylor (zang)
- Weston Foster (zang)
- Joy Russel (zang)
- Ian Francis (zang)
- Graham Ward (drums)
- Rick Sanders (viool)
- Nick Pentelow (saxofoon)
- Richard Sidwell (trompet)
- Steve Sidwell (trompet)
- Maggie Reeday (zang)
- Mark Tucker (gitaar, zang)
- Gavyn Wright (viool)
- Wilf Gibson (viool)
- Tony Pleeth (cello)
- Garfield Jackson (viool)
- Malinda Maxwell (hobo)